# Aydin Suleymanli
Aydin Suleymanli, in azero Aydın Süleymanlı, (Baku, 22 marzo 2005), è uno scacchista azero, grande maestro.
Ha ottenuto il titolo di Maestro Internazionale in giugno 2019 e quello di grande maestro internazionale nel 2021.
Ha partecipato a molti campionati giovanili europei e mondiali, vincendo tre medaglie d'oro: nel 2013 al campionato europeo U8 2013 a Budua, nel 2014 al campionato europeo rapid e blitz U10, nel 2017 al campionato europeo U12 a Mamaia, nel 2019 al campionato del mondo U14 a Mumbai.
In febbraio 2020 ha destato sensazione la sua vittoria nel torneo principale "A" dell'Open Aeroflot di Mosca (97 partecipanti, di cui 63 Grandi Maestri) con una performance di 2791 punti Elo.
Nell'aprile 2024 vince a Baku il Campionato azero di scacchi.
Nel febbraio 2025 è secondo nel Tata Steel Challengers, superato solo agli spareggi tecnici da Thai Dai Van Nguyen .
Ottiene il proprio record nel rating FIDE a ottobre 2024 con 2637 punti Elo, 100º= assoluto e 4º azero .